# Lanzacohetes antitanque LRAC F1
El LRAC F1, oficialmente llamado lanzacohetes antitanque modelo F1) es un lanzacohetes reutilizable francés desarrollado por Luchaire, y fabricado en cooperación con la Manufacture Nationale d'Armes de Saint-Étienne y fue comercializado en la década de 1970 por Hotchkiss et Cie. 

## Introducción

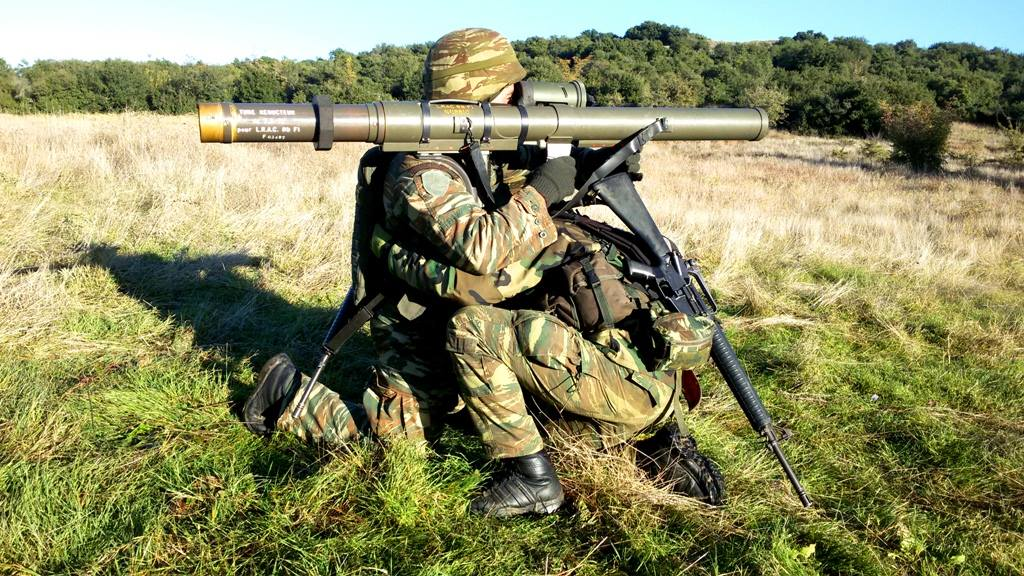
Personal de las fuerzas especiales griegas apuntando con un LRAC F1 durante un ejercicio militar de entrenamiento.

El lanzador antitanque LRAC F1 reemplazó al M20A1 Super Bazooka en servicio en el Ejército francés. Gracias al uso de fibra de vidrio y plástico en el lanzador se consigue que este sea dos kilos más ligero cuando está cargado que el M20A1, aunque tiene un mayor alcance efectivo. El LRAC F1 es un lanzacohetes antitanque de 89 mm. La empresa privada Société technique de recherches en industries mécaniques fue contratada en 1964 por el Ministerio de Defensa francés para investigar un reemplazo para el M20A1 Super Bazooka.

## Historia

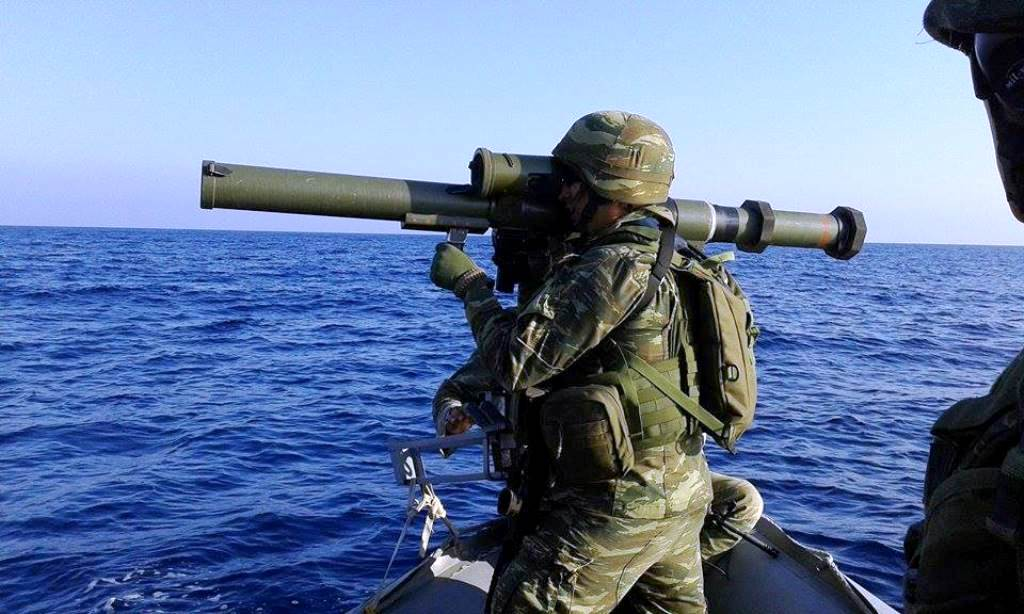
Personal de las fuerzas especiales griegas apuntando con un LRAC F1 durante un ejercicio naval.

A principios de la década de 1970, el ejército francés puso en producción dos armas antitanque para evaluarlas con el fin de reemplazar al M20A1: el ACL-APX de 80 mm, un cañón sin retroceso armado con un proyectil asistido por cohete, el ACL-APX de 89 mm y el lanzacohetes antitanque LRAC F1. El modelo LRAC F1 fue elegido como reemplazo del M20A1 debido a la mayor capacidad de penetración de su munición antitanque y a los costos generales de fabricación mucho más bajos en comparación con el sistema ACL-APX de 80 mm.

## Uso e historial de servicio
Además del Ejército Francés y el Ejército Griego, numerosos otros ejércitos tienen al lanzador antitanque LRAC F1 en servicio, especialmente las antiguas colonias francesas en África. Durante la intervención francesa en el Líbano en 1982-83, algunos periodistas informaron por error que el LRAC F1 era el misil antitanque guiado por cable MILAN. Desde el año 2008, el arma antitanque y cañon sin retroceso sueco AT4 (que cuenta con capacidad para ser disparado en espacios confinados) y el misil antitanque guiado por cable ERYX de 600 metros de alcance, han reemplazado al LRAC F1 como arma antitanque y de asalto de corto alcance estándar del ejército francés. Sin embargo, se utilizaron algunos lanzadores antitanque LRAC F1 durante intervención militar francesa en Mali en 2013, la Operación Serval.

## Usuarios

### Antiguos usuarios
- Francia
- Zaire

### Usuarios actuales
- Benín
- Burkina Faso
- Cabo Verde
- Camerún
- Chad
- Costa de Marfil
- Gabón
- Grecia
- Indonesia
- Kurdistán
- Madagascar
- Marruecos
- Níger
- Nigeria
- República Centroafricana
- Senegal
- Togo
- Túnez
- Yibuti

## Funcionamiento
El lanzador normalmente es operado por un equipo de dos personas, un cargador y un artillero. El lanzador se carga fijando un cohete en la parte trasera del lanzador. Cuando se conecta el lanzador, se conecta el circuito de disparo eléctrico. El contenedor del cohete mide 626 mm de largo y pesa aproximadamente 3,2 kilos. En el lado izquierdo del lanzador hay una mira óptica APX M 309 de tres aumentos, que está graduada para disparar entre los 100 y los 1000 metros. El lanzador tiene un punto de apoyo para el hombro y una empuñadura delantera para la mano izquierda, ambos pueden ajustarse para adaptarse al tirador. La empuñadura de pistola de la mano derecha contiene un interruptor de seguridad mecánico y el mecanismo de disparo. Cuando el seguro está quitado, al apretar el gatillo se genera una descarga que dispara el cohete. Hay un tapón en la parte trasera que mantiene cerrado herméticamente el cohete, este tapón se retira justo antes de efectuar el disparo, esto permite disparar el cohete. El cohete es propulsado por un propulsor que producen una presión constante mientras se quema, proporcionando una aceleración constante, el propulsor se quema antes de que el cohete salga del lanzador a una velocidad de aproximadamente 300 metros por segundo. Tan pronto como el cohete sale del lanzador, unos alerones se despliegan en la parte trasera del cohete. Estos alerones proporcionan estabilidad al cohete mientras está en vuelo. Hay dos medidas de seguridad. La primera es un pasador que se encuentra en el centro del proyectil y que bloquea el circuito de disparo de la ojiva. Después de que el proyectil sale del tubo, el pasador que sujeta el cañón libera un segundo seguro que evita la detonación, hasta que el cohete haya recorrido una distancia segura desde el lanzador. El cohete tiene un alcance de 330 metros, y recorre esa distancia en aproximadamente 1,25 segundos y 360 metros en 1,36 segundos. El cohete pesa 2,2 kilos y tiene una ojiva de carga hueca de 89 mm de diámetro.
La ojiva puede penetrar 400 mm de armadura o un metro de hormigón armado, y es capaz de penetrar objetivos pesados, manteniendo al mismo tiempo la energía suficiente para penetrar varias placas de acero.
Después del disparo se inserta un nuevo proyectil. El lanzador tiene una vida útil de aproximadamente 130 disparos, después de los cuales se retira la mira óptica y se desecha el lanzador. La mira óptica se puede montar luego en un lanzador nuevo. Se desarrollaron otros cohetes para el lanzador, incluido un cohete antipersonal y antivehículo de doble propósito con una ojiva que contenía 1600 bolas de acero junto con una ojiva antiblindaje de alto explosivo HEAT. Las bolas de acero tienen un radio letal de aproximadamente 20 metros y la carga formada por el explosivo es capaz de penetrar hasta 100 mm de plancha de acero. Se desarrolló una ronda de humo, que produce humo durante aproximadamente 35 segundos, y una ronda de iluminación que produce 300 000 candelas durante 30 segundos.